# Острой бритвой
«О́строй бри́твой» — песня российского певца Димы Билана, выпущенная 22 сентября 2023 года. Впервые композиция прозвучала 14 февраля 2023 года на сольном концерте артиста «Гладиатор. 25 лет для вас» в Crocus City Hall. Клип на песню стал частью «Вселенной GM», созданной поэтом Михаилом Гуцериевым и композитором Дарьей Кузнецовой.

## Исполнитель о песне
Музыка, которую вы ждете уже больше полугода! Музыка, наделенная глубоким смыслом и отзывающаяся в сердце каждого!Дима Билан

## Видеоклип
Как я себе представил: история клипа «Острой бритвой» рассказывает о любви, которая простирается сквозь время, истинная любовь родных душ. Мне нравится погружаться в прошлое, находить там ответы и переносить их в настоящее. Есть незыблемые ценности: любовь, мужество и преданность, которые снова и снова находят своё воплощение в нашем современном мире. Я просто обожаю прикосновения к прошлому, к ретро — это для меня фундаментально!Дима Билан
Действия клипа происходят в фантастической «Вселенной GM», созданной поэтом Михаилом Гуцериевым и композитором Дарьей Кузнецовой. Она представляет собой сборник короткометражных музыкальных видео, объединённых общей историей магического артефакта. Слоган этого проекта: «Не бойся своих желаний. Бойся их последствий». Каждому из героев артефакт помогает достичь желанных целей, но за это приходится платить.
По сюжету герой Димы Билана принял решение о котором пожалел, и теперь ему предстоит путешествие через века, чтобы вернуть всё обратно. Главную женскую роль исполнила актриса Анна Чиповская. Режиссёром стал Дима Литвиненко. Съёмки ролика проходили в Санкт-Петербурге.

## Чарты
| Чарт 2023                   | Высшая позиция в чартах |
| --------------------------- | ----------------------- |
| СНГ (Top Radio Hits) TopHit | 23                      |
| РОФ (Top Radio Hits)        | 11                      |

## История релиза
| Регион | Дата             | Формат                                  |
| ------ | ---------------- | --------------------------------------- |
| Мир    | 22 сентября 2023 | Радиоротация цифровые загрузки стриминг |

## Награды и номинации
| Год  | Премия     | Номинированная работа      | Категория              | Результат |
| ---- | ---------- | -------------------------- | ---------------------- | --------- |
| 2024 | «Виктория» | Песня «Острой бритвой»     | Песня года             | Победа    |
| 2024 | «Виктория» | Видеоклип «Острой бритвой» | Музыкальное видео года | Победа    |